# Меркурій (космічна програма)

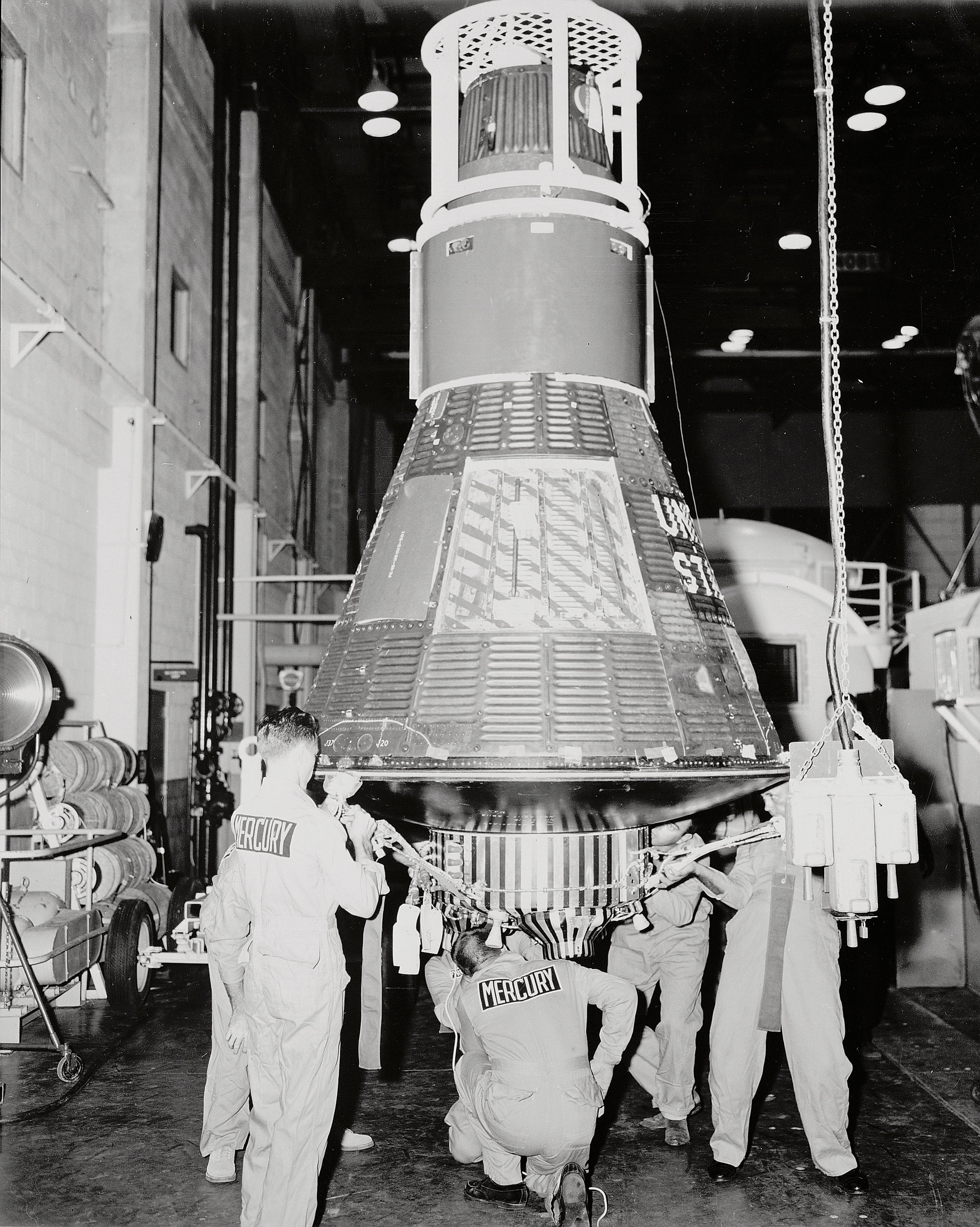
Капсула «Меркурій» в ангарі.

«Меркурій» (англ. Mercury) — перша пілотована космічна програма США; також назва серії космічних кораблів, які використовувалися в цій програмі.
Генеральний конструктор корабля — Максим Фаже. Виробник — McDonnell Aircraft Corporation.
Через малу вантажопідйомність ракет-носіїв «Редстоун» і «Атлас» маса і габарити кабіни пілотованої капсули «Меркурій» були вкрай обмежені й істотно поступалися технічною досконалістю радянським кораблям «Восток». Однак у ході програми були ретельно відпрацьовані методи орієнтації корабля й отримано значний технічний і медико-біологічний досвід, який був використаний у програмах «Джеміні» та «Аполлон». Крім того, астронавти приземлялися (точніше, приводнювалися) а кабіні спускного апарата, а не катапультувалися при посадці, як у кораблях «Восток». Кораблі «Меркурій» були значно менші й легші, ніж КА «Восток», гальмівний двигун був твердопаливним, астронавт брав у пілотуванні корабля набагато більшу участь, ніж на кораблі «Восток». Сумарний час пілотованих польотів за програмою склав понад дві доби.
Для польотів за програмою «Меркурій» був створений перший загін астронавтів НАСА.

## Астронавти
- Джон Гленн
- Вірджил Гріссом
- Скотт Карпентер
- Гордон Купер
- Дональд Слейтон
- Алан Шепард
- Уоллі Ширра

Шимпанзе: Хем, Енос, Мінні

## Польоти з тваринами

### «Меркурій-Редстоун-2»
«Меркурій-Редстоун-2» запущений 31 січня 1961 року. Суборбітальний політ. Шимпанзе Хем. Ракета-носій: «Редстоун». Досягнута висота: 251 км.

### «Меркурій-Атлас-5»
«Меркурій-Атлас-5» запущений 29 листопада 1961 року. Орбітальний політ. Шимпанзе Енос. Ракета-носій: «Атлас D». Тривалість польоту: 2 оберти.

## Пілотовані польоти

### «Меркурій-Редстоун-3»
«Меркурій-Редстоун-3» (Freedom 7) запущений 5 травня 1961 року. Суборбітальний політ. Пілот: Алан Шепард. Ракета-носій: «Редстоун». Тривалість польоту: 15 хв, досягнута висота: 186 км, дальність польоту: 486 км, швидкість: 2294 м/сек.
Перший астронавт США у космосі. Уперше продемонстровано управління орієнтацією космічного корабля в невагомості. Програма польоту виконана.

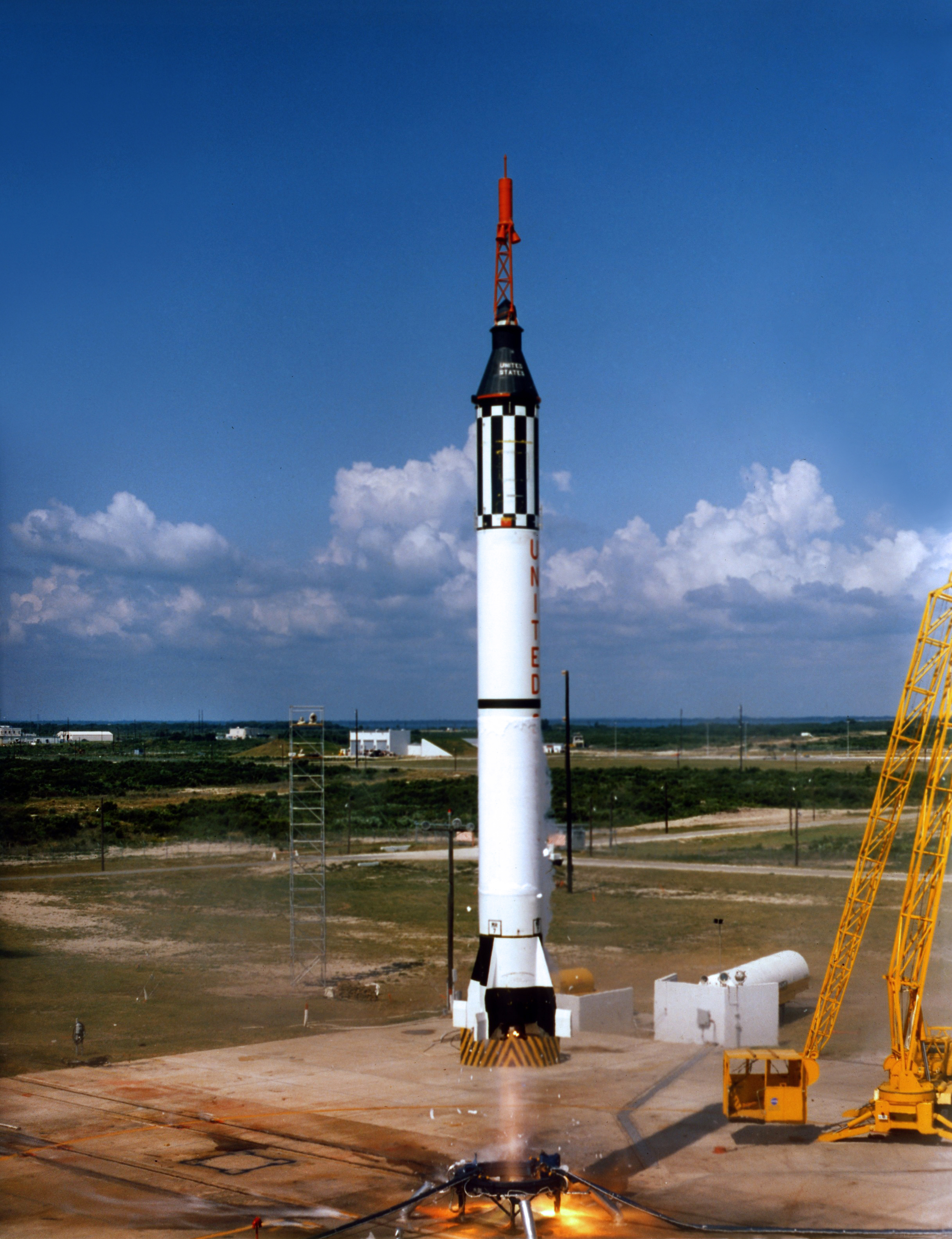
Запуск Mercury-Redstone 3 з Аланом Шепардом.

### «Меркурій-Редстоун-4»

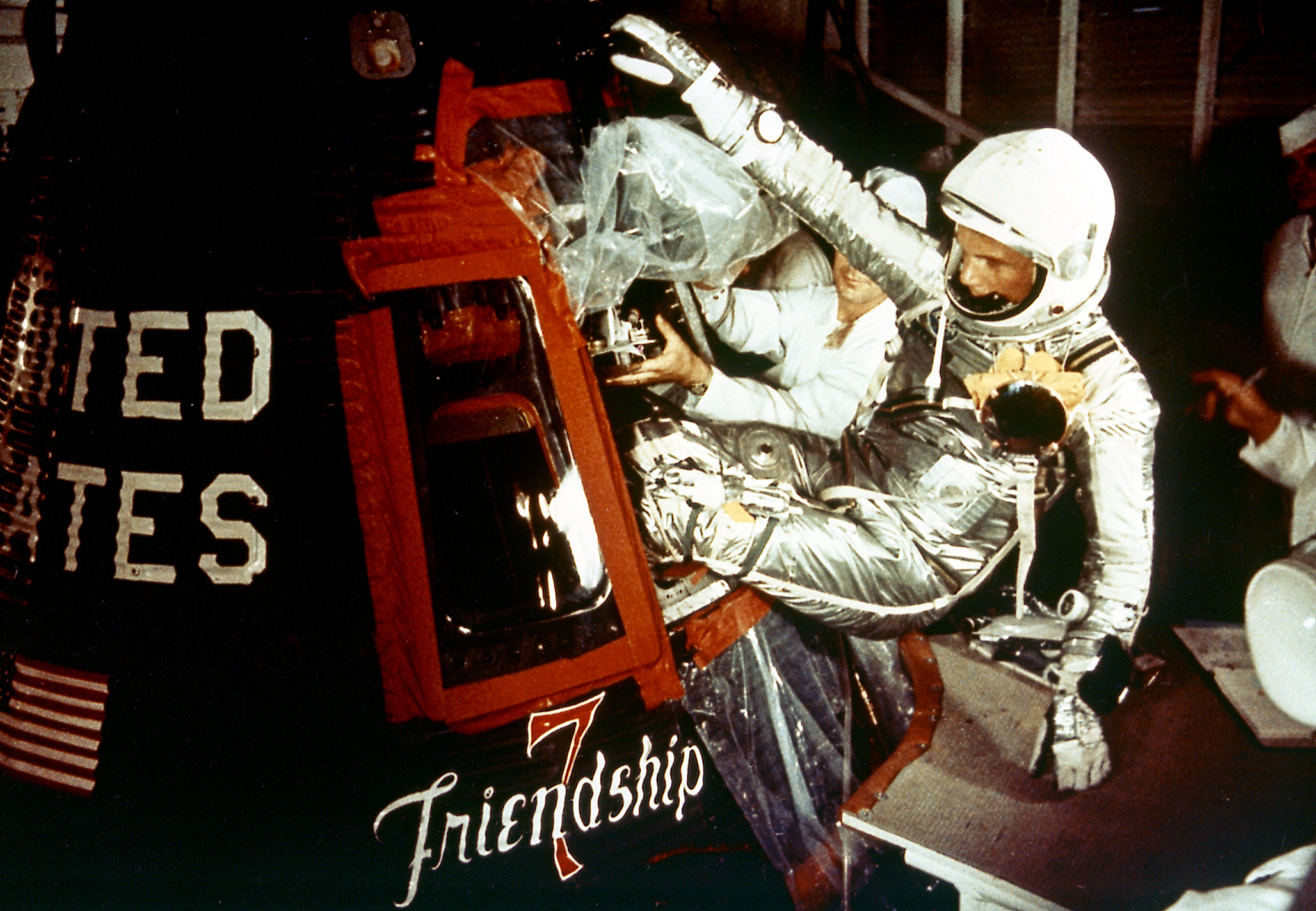
Джон Ґлен, передполітне тренування.

«Меркурій-Редстоун-4» (Liberty Bell 7)
Запущений 21 липня 1961 року. Суборбітальний політ. Пілот: Вірджил Гріссом. Ракета-носій: «Редстоун». Тривалість польоту: 15 хв, досягнута висота: 190 км, дальність польоту: 487 км, швидкість 2315 м/с.
Другий (і останній) суборбітальний політ за програмою «Меркурій-Редстоун». Програма польоту виконана. Після успішного приводнення стався нештатний відстріл люка капсули, і капсула почала заповнюватися водою. Пілота було врятовано, але капсула затонула на глибині 5 км і була піднята тільки в 1999 році.

### «Меркурій-Атлас-6»
«Меркурій-Атлас-6» (Friendship 7) запущений 20 лютого 1962 року. Пілот: Джон Гленн. Ракета-носій: «Атлас D». Тривалість польоту: 4 год 43 хв.
Перший орбітальний космічний політ, здійснений громадянином США. Перше приземлення людини в кабіні космічного апарата після орбітального польоту. Програма польоту виконана. Через помилкові показники датчика було вирішено не проводити відстріл відпрацьованих гальмівних двигунів.

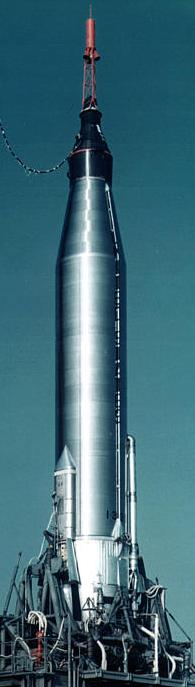
Ракета-носій Atlas D з кораблем Mercury 9

### «Меркурій-Атлас-7»
«Меркурій-Атлас-7» (Aurora 7) запущений 24 травня 1962 року. Пілот: Скотт Карпентер. Ракета-носій: «Атлас D». Тривалість польоту: 4 год 56 хв.
Програма польоту в цілому виконана. У результаті помилок і несанкціонованих дій пілота було перевитрачено паливо двигунів орієнтації.

### «Меркурій-Атлас-8»
«Меркурій-Атлас-8» (Sigma 7) запущений 3 жовтня 1962 року. Пілот: Уоллі Ширра. Ракета-носій: «Атлас D». Тривалість польоту: 9 год 13 хв.
Програма польоту повністю виконана.

### «Меркурій-Атлас-9»
«Меркурій-Атлас-9» (Faith 7) запущений 15 травня 1963 року. Пілот: Гордон Купер. Ракета-носій: «Атлас D». Тривалість польоту: 34 год. 20 хв.
Програма польоту виконана. До кінця тривалого польоту відмовили кілька систем корабля, але пілот успішно здійснив гальмування у ручному режимі.